# 直播电商
直播电商是指直播主通过互联网直播的形式向消费者展示和推销商品，让消费者进行购买商品的交易行为。此处销售的商品包括实体商品和虚拟商品。
直播电商从本质上来讲是“直播”与“电商”的一种新型结合，消费者可以在直播间与网络主播、或其他观众进行现时互动是其一大特点。

## 规范

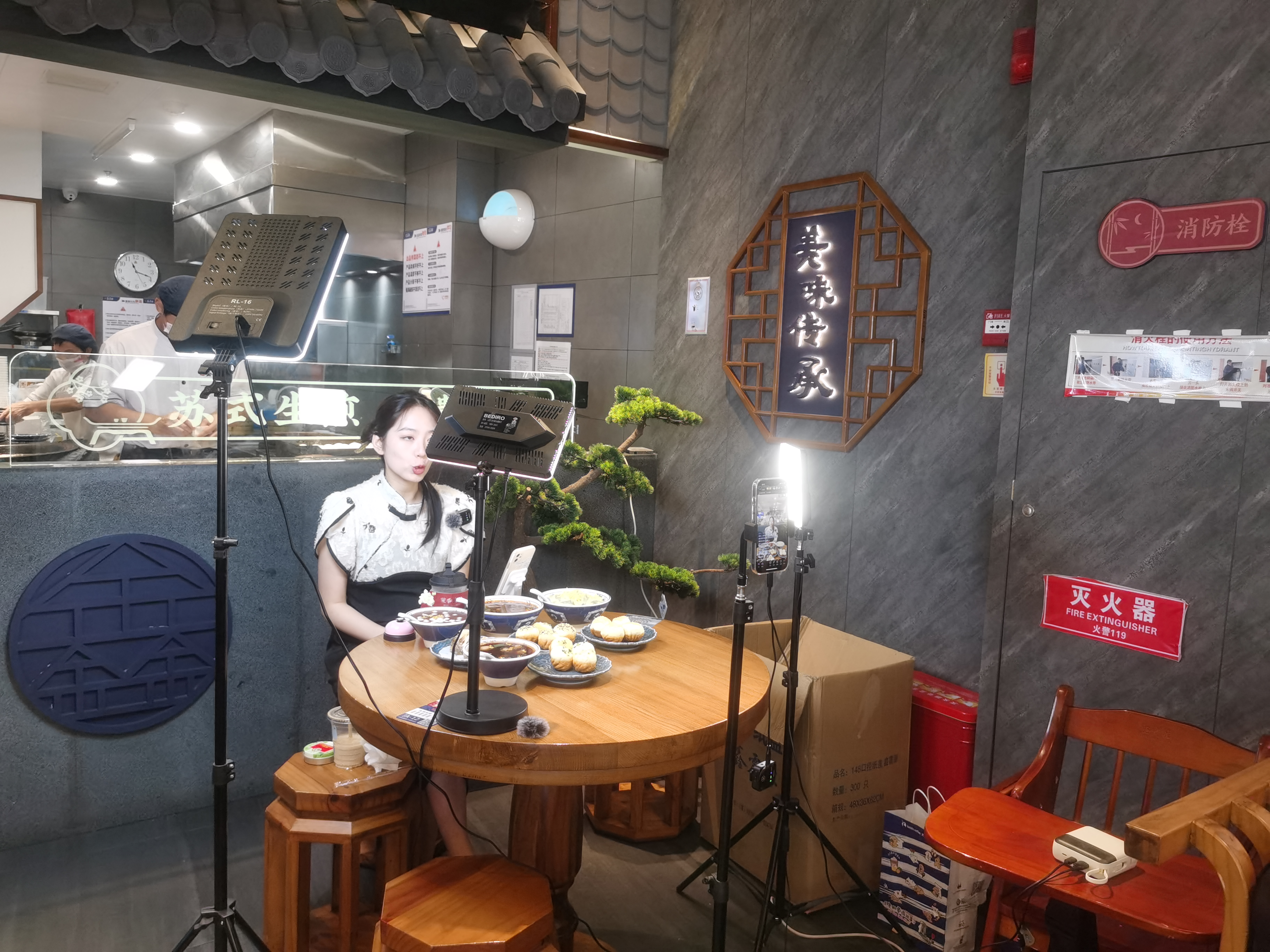
一名抖音主播在某餐厅介绍生煎馒头，并向观众提供商品券购买链接

《中华人民共和国消费者权益保护法实施条例》将于2024年7月1日起实施，其中规定经营者通过网络直播的方式销售商品时，必须在首页、视频画面、语音、商品目录等地方显眼地标明真实名称和标记。通俗点讲，就是必须说清楚“谁在带货”、“带谁的货”。
当消费者在购物过程中发生争议时，直播平台应当积极协助消费者维权，向消费者提供直播间运营者和营销人员的相关信息，还有相关经营活动记录等必要的信息。 